# Azereix
Azereix é uma comuna francesa na região administrativa de Occitânia, no departamento dos Altos Pirenéus. Estende-se por uma área de 15,2 km², Em 2010 a comuna tinha 999 habitantes (densidade: 65,7 hab./km²)..